# アンドリュー・グラハム (野球)
アンドリュー・グラハム（Andrew Graham、1982年4月22日 - ）はオーストラリア連邦のニューサウスウェールズ州シドニー出身の元プロ野球選手（捕手）。右投右打。
「日豪親善 野球日本代表最終強化試合」の時は、アンドルー・グレアムと表記された

## 経歴
2003年のMLBドラフトでデトロイト・タイガースから19巡目（全体550位）で指名され入団。この年はショートシーズンA級オネオンタ・タイガースで20試合に出場し、打率.182、0本塁打、8打点という成績だった。
2004年はショートシーズンA級オネオンタとA級ウエストミシガン・ホワイトキャップスでプレーし、合計で34試合出場、打率.259、1本塁打、12打点という成績だった。
2005年はA級ウエストミシガンとA+級レイクランド・フライングタイガースでプレーし、合計で39試合出場、打率.202、0本塁打、12打点という成績だった。またこの年の9月にオランダで開催された第36回IBAFワールドカップにオーストラリア代表として出場している。
2006年開幕前の3月には、この年から開催される事となったワールド・ベースボール・クラシック（WBC）のオーストラリア代表に選出された。この年はA+級レイクランドとAA級エリー・シーウルブズでプレーし、合計で47試合出場、打率.198、1本塁打、7打点という成績だった。
2007年はAAA級トレド・マッドヘンズで36試合に出場し、打率.208、1本塁打、8打点という成績だった。またオフの11月には、「日豪親善 野球日本代表最終強化試合」のオーストラリア代表に選出された。
2008年は試合出場はなく、この年限りでタイガースを退団した。
2009年開幕前の3月に、第2回WBCのオーストラリア代表に選出された。2大会連続2度目の選出となった。
またこの年からタイガース傘下球団でコーチ職に就き、2010年まで、タイガース傘下ルーキー級ガルフ・コーストリーグ・タイガースのコーチを務め、2010年はマイナーリーグ巡回の捕手コーディネーターも務めた。その一方で冬季はオーストラリアン・ベースボールリーグのシドニー・ブルーソックスでプレーした。
その後は2011年から2013年までA級コネチカット・タイガースの監督、2014年から2016年はA級ウエストミシガン・ホワイトキャップスの監督、2017年はA+級レイクランド・フライングタイガースの監督、2018年はAA級エリー・シーウルブズの監督、2019年からは再びA+級レイクランドの監督を務めている。

## 詳細情報

### 代表歴
- 2006 ワールド・ベースボール・クラシック・オーストラリア代表
- 2009 ワールド・ベースボール・クラシック・オーストラリア代表